# Incidencias en Rodalies Barcelona
Las incidencias en Rodalies Barcelona son una serie de numerosas averías y alteraciones al servicio de Rodalies Barcelona (ahora denominado Rodalies de Catalunya ) causadas o empeoradas por las obras de construcción de la LAV Madrid-Barcelona. Entre 1990 y 2018 el estado invirtió 3.700 millones de euros en la red de cercanías del estado, de los que un 47% se destinaron a la comunidad Madrid y un 17% a Cataluña, lo que se considera la principal causa de la mala calidad del servicio en la actualidad. La falta de inversión permanente en la red de cercanías provocó que, mientras en Madrid se registraron 1.000 incidencias en la red ferroviaria de cercanías en 2024, en Cataluña se alcanzaron las 10.000.

## Caos de 2007
Las incidencias más graves empezaron el 15 de octubre de 2007 cuando un arrastre de materiales provocó un boquete, por las obras del AVE realizadas por la empresa OHL, en la estación de Bellvitge . El socavón provocó que en el tramo Bellvitge - Sants sólo se pudiera utilizar una vía, afectando a las líneas R2 y R10 además de otras que pasan por otros corredores como R1 y R7. La R10 se vio sustituida por autobuses.
Los problemas incidieron principalmente en la red operada por Renfe Operadora y propiedad de ADIF, pero de rebote también afectaron a las líneas Llobregat-Anoia de Ferrocarriles de la Generalitat de Catalunya (FGC).
Dos días más tarde, el 17 de octubre, un segundo boquete en el mismo tramo ( Bellvitge - Sants ) provocó que Renfe modificara algunos de sus servicios. El 18 de octubre el Ministerio de Fomento descartó parar las obras del AVE pero se planteaba cerrar temporalmente una de las vías de Cercanías. La Generalitat de Catalunya y el Ayuntamiento de Barcelona estaban de acuerdo, pero sólo en privado y bajo algunas condiciones, una de ellas que el anuncio lo hiciera el Ministerio de Fomento . Fuentes cercanas a las obras aseguraban que la pantalla que debía aislar los trabajos del AVE de la red de Cercanías fue ejecutada incorrectamente.  El Administrador de Infraestructuras Ferroviarias Adif pidió hasta 35 veces por carta a la constructora OHL que hiciera cambios en la manera de construir el túnel de Bellvitge donde hubo socavones continuados, lo que obligó a cerrar las vías de cercanías y que paralizó las obras del tren de alta velocidad.
El sábado 20 de octubre de 2007 el movimiento de un muro-pantalla, una estructura de hormigón que se desplazó a la altura del polígono Gornal de L' Hospitalet, provocó el cierre total del tramo Gavà - Sants (línea R2 y parte de la R10). En lugar del incidente, la línea de alta velocidad pasa por debajo del túnel de FGC ( línea Llobregat-Anoia ) y el trazado de Cercanías justo por encima. 
Dado que no se daban las condiciones de seguridad requeridas, se decidió cortar la circulación de los trenes. El secretario de movilidad de la Generalitat, Manel Nadal, calificaba la situación de grave y el secretario de estado de infraestructuras, Victor Morlán, ya no se atrevía a reafirmar la fecha del 21 de diciembre para proclamar la inauguración oficial de la llegada del AVE a Barcelona . La prioridad a partir de ese momento fue restablecer el servicio de cercanías que en un principio se había suspendido durante una semana.
Las líneas afectadas directamente fueron: R2, la R10 y la línea Llobregat-Anoia. En la R2, el recorrido entre las estaciones de Sants y Gavà quedó totalmente suspendido y se habilitó un servicio alternativo de autobuses, al igual que en la R10. En la línea de FGC, afectada en el Gornal, se recomendaba utilizar la línea 1 del Metro de Barcelona y además se ofreció un servicio alternativo de autobuses. En Sants no había espacio suficiente para los 210-220 autobuses que se movilizaron y se estableció como parada final la avenida Reina Maria Cristina, en la Plaza España. De forma indirecta también quedó afectada la R7 y las líneas de media y larga distancia por la congestión del tramo afectado. En un principio se preveía que el servicio de FGC se viera detenido durante dos meses. 
El 26 de octubre se hundió un tramo de diez metros de largo del andén de Gornal. El incidente no provocó ningún daño personal, puesto que la estación estaba cerrada por el corte de cercanías.  Fruto de este accidente, Adif paralizó la excavación del túnel del AVE en L' Hospitalet de Llobregat . 
Como consecuencia de todas las incidencias, se tuvieron que sustituir los servicios por autobuses y enlaces con el metro. Más de 160.000 personas se vieron afectadas por los cortes, convirtiendo la Estación de Sants, Plaça Espanya y la Estación de Gavà, desde donde salían los autobuses, en un caos y, razonablemente, también afectó a un retraso considerable de la inauguración de la LAV Madrid-Barcelona . El Ministerio de Fomento  respondió con la gratuidad de los billetes por las líneas de Renfe damnificadas hasta que llegara el AVE . Los usuarios de FGC recibieron 1 billete gratis por cada 3 que compraran.
El servicio de Cercanías se reinició el sábado 1 de diciembre de 2007, después de 40 días, y se continuaron las obras del AVE.  Mientras que el servicio de la línea Llobregat-Anoia no se restableció hasta febrero de 2008, tras cuatro meses.

## Déficit de inversión permanente
En 2024 se calculaba que el ratio empleado por kilómetro de red era de 2 en Renfe, en comparación de 10 en FGC y 32 en Transportes Metropolitanos de Barcelona, y que la ratio empleado/coche-km era de 26 en Renfe, por 51 en FGC y 41 en TMB, sumado a la gran tasa de vandalismo en Renfe, sobre todo grafitis, robos de cobre y agresiones al personal de seguridad que recalcan el problema.
Entre 1990 y 2018 el Estado invirtió 3.700 millones de euros en la red de Cercanías del Estado, de los que un 47% se destinó a Madrid y un 17% a Catalunya.  La falta de inversión permanente en la red de cercanías provocó incidencias constantes que empeoraron en marzo con la reapertura del servicio ferroviario entre Tarragona y Barcelona tras las obras en el túnel de Roda de Berà.  Mientras en Madrid se registraron 1.000 incidencias en la red ferroviaria de cercanías, en 2024, en Catalunya se alcanzó unas 10.000. 
En febrero de 2025, la consejera de Territorio, Sílvia Paneque, y la secretaria general de ERC, Elisenda Alemany, anunciaban en rueda de prensa, un año más tarde de lo previsto inicialmente, un nuevo acuerdo a partir del cual se aprobaba el modelo de la nueva operadora pública mixta entre Generalitat y Estado, que quedaría formalmente durante el año sustituyendo a Renfe a partir del 1 de enero de 2026. Se trataba, según dijeron, de un proceso paralelo al traspaso de las líneas e infraestructuras ferroviarias. 
El caos en Cercanías, con incontables incidencias, cancelaciones y huelgas, provocó que Renfe apartara de sus funciones a finales de marzo de 2025 al director de Cercanías en Cataluña Antonio Carmona, sin destituirlo, y pasaron al director operativo del servicio, Josep Enric García Alemany. 